# 波得希伏洛夫
科拉·波得希伏洛夫（英語：Nicolai Podshivoloff，又拼写为，中文名高良，1912年2月1日—？），俄罗斯商人。南京大屠杀期间，任国际红十字会南京委员会成员。

## 生平
1912年2月1日生于俄罗斯赤塔，当律师的父亲于1922年3月去世，当医生的母亲于1924年去世。1928年7月，随父母的朋友斯米尔诺夫（Smirnov）迁至哈尔滨，1930年毕业于霍尔瓦特中学。1930年10月8日，随姨母玛丽亚·科诺瓦洛夫（Maria Konovalov）来到上海，在福特汽车公司当学徒。1936年12月20日，来到南京的亚东洋行（East Asia Trading Co.）担任电器热气卫生设备构造监督工程师。
1937年11月，亚东洋行的老板桑德格林（K. Sand Green）离开南京去北平，请科拉为其看管产业。11月下旬，科拉任国际红十字会南京委员会成员，在日军暴行下保护了中国难民。1938年6月，国际红十字会南京委员会停止工作后，科拉继续在南京从事汽车修理工作。
1945年10月，克拉被国民政府军事委员会调查统计局逮捕，住宅遭到搜查。1946年9月6日，首都高等法院检察处援引《惩治汉奸条例》第二条第一项第一、七两款，对克拉提起公诉，指控其充任日本密探、为日军引路、参与打死丁时俊。1947年9月15日，首都高等法院刑事第一庭宣告其无罪。